# محطة التلال الزرقاء للطاقة النووية
محطة التلال الزرقاء للطاقة النووية هي محطة للطاقة النووية مقترحة لتوليد الطاقة النووية على بعد 20 ميلًا شمال شرق جاسبر بولاية تكساس.

## نبذة
اقترحتها شركة الخليج للمرافق في السبعينيات. تم طلب مفاعل ماء مضغوط بقدرة 918 ميجاوات في عام 1973، وتم طلب مفاعل إضافي بقدرة 918 ميجاوات في عام 1974.

## الإلغاء
تم إلغاء المحطة المكونة من وحدتين في عام 1978.